# District de Shapingba
Le district de Shapingba (沙坪坝区 ; pinyin : Shāpíngbà Qū) est une subdivision de la municipalité de Chongqing en Chine. Il est situé dans la zone urbaine de Chongqing, sur la rive gauche du Jialing.

## Géographie
Sa superficie est de 396 km².

## Démographie
La population du district était de 840 900 habitants en 2004.

### Sources
- Géographie : (zh) Page descriptive (Phoer.net)